# Athrinacia cosmophragma
Athrinacia cosmophragma är en fjärilsart som beskrevs av Edward Meyrick 1922. Athrinacia cosmophragma ingår i släktet Athrinacia och familjen plattmalar. Inga underarter finns listade i Catalogue of Life.